# Kościół Wniebowzięcia Najświętszej Marii Panny w Czarnobylu
Kościół Wniebowzięcia Najświętszej Marii Panny w Czarnobylu – świątynia rzymskokatolicka zbudowana na początku XVII wieku w Czarnobylu, do 1832 roku własność klasztoru dominikanów.
Klasztorny kościół dominikański powstał w 1626 r. z fundacji właścicieli dóbr czarnobylskich Łukasza Sapiehy i jego żony Zofii Kmicianki – na budowę kościoła wyłożono wówczas 30 tys. złotych. Oboje fundatorów pochowano w podziemiach świątyni. Kolejny właściciel Czarnobyla Kazimierz Lew Sapieha znalazł korzystniejszą lokalizację dla kościoła i klasztoru. Przy klasztorze od samego początku działała szkoła, która była też prowadzona przez parafię w XIX w. W połowie XVIII wieku w świątynię uderzył piorun, w wyniku czego spaliła się.
Zbudowano wkrótce nową świątynię katolicką i w 1757 lub 1759 dokonano jej ponownego poświęcenia po odbudowie prowadzonej przez ks. Onufrego Łyczkiewicza. Kościół poświęcił wówczas ks. Franciszek Murziewicz, przeor konwentu czarnobylskiego. Był to klasycystyczny budynek z pięciokolumnowym portykiem, dwoma wieżami i sygnaturką, zbudowany z drewna na kamiennej podmurówce.
Po powstaniu listopadowym władze rosyjskie zarządziły kasatę zakonu dominikanów znajdującego się w Czarnobylu – z tego powodu od 1832 roku kościół był jedynie świątynią parafialną, którą odwiedzali nieliczni czarnobylscy katolicy (do parafii oprócz Czarnobyla należało też 37 okolicznych wiosek, liczyła ona 507 wiernych w 1832 r. i 433 wiernych w 1869 r., z tego w samym miasteczku mieszkało niespełna 100 wiernych).
W trakcie rewolucji październikowej w 1918 r. kościół został uszkodzony, w 1922 władze radzieckie skonfiskowały majątek parafii, a na początku lat 30. XX w. całkowicie zniszczono świątynię. Zachowały się jedynie piwnice, w których spoczywają członkowie rodów Sapiehów i Chodkiewiczów. Ponieważ po 1922 r. nie było już proboszcza w Czarnobylu, to działalność duszpasterską na terenie parafii prowadzili księża z parafii w Chabnie aż do końca lat 20. XX w., gdy zostali wywiezieni do łagrów, a następnie zamordowani.